# Países Bajos en los Juegos Paralímpicos de Pekín 2008
Los Países Bajos estuvieron representados en los Juegos Paralímpicos de Pekín 2008 por un total de 81 deportistas, 47 mujeres y 34 hombres.

## Medallistas
El equipo paralímpico neerlandés obtuvo las siguientes medallas:
| Nombre | Deporte                  | Evento                          |
| --- | ------------------------ | ------------------------------- |
| Oro |                          |                                 |
| Pieter Gruijters | Atletismo                | Jabalina F55/56 masculino       |
| Mirjam de Koning | Natación                 | 50 m libre S6 femenino          |
| Mirjam de Koning | Natación                 | 100 m espalda S6 femenino       |
| Esther Vergeer | Tenis en silla de ruedas | Individual femenino             |
| Korie Homan Sharon Walraven | Tenis en silla de ruedas | Dobles femenino                 |
| Plata |                          |                                 |
| Annette Roozen | Atletismo                | 100 m T42 femenino              |
| Annette Roozen | Atletismo                | Salto de longitud F42 femenino  |
| Monique van der Vorst | Ciclismo en ruta         | Ruta HC A-C femenino            |
| Monique van der Vorst | Ciclismo en ruta         | Contrarreloj HC A-C femenino    |
| Alfred Stelleman | Ciclismo en ruta         | Contrarreloj B VI 1-3 masculino |
| Mirjam de Koning | Natación                 | 100 m libre S6 femenino         |
| Mirjam de Koning | Natación                 | 400 m libre S6 femenino         |
| Robin Ammerlaan | Tenis en silla de ruedas | Individual masculino            |
| Korie Homan | Tenis en silla de ruedas | Individual femenino             |
| Jiske Griffioen Esther Vergeer | Tenis en silla de ruedas | Dobles femenino                 |
| Bronce |                          |                                 |
| Chantal Boonacker | Natación                 | 100 m espalda S7 femenino       |
| Mike van der Zanden | Natación                 | 100 m mariposa S10 masculino    |
| Kelly van Zon | Tenis de mesa            | Individual 6-7 femenino         |
| Nico Blok | Tenis de mesa            | Individual 6 masculino          |
| Maikel Scheffers | Tenis en silla de ruedas | Individual masculino            |
| Sanne Bakker Rika de Vries Karin Harmsen Paula List Elvira Stinissen Josien ten Thije Karin van der Haar Djoke van Marum Petra Westerhof | Voleibol sentado         | Torneo femenino                 |
| Sjerstin Vermeulen | Yudo                     | –70 kg femenino                 |